# Григорівська сільська рада (Рогатинський район)
| Григорівська сільська рада — орган місцевого самоврядування у Рогатинському районі Івано-Франківської області з адміністративним центром у с. Григорів. Історична дата утворення: в 1989 році. Водоймища на території, підпорядкованій даній раді: річка Свірж. Сільській раді підпорядковані населені пункти: - с. Григорів - с-ще Григорівська Слобода |

## Склад ради
Рада складається з 14 депутатів та голови.

### Керівний склад ради
| ПІБ                        | Основні відомості                                                                    | Дата обрання | Дата звільнення |
| -------------------------- | ------------------------------------------------------------------------------------ | ------------ | --------------- |
| Пасічник Галина Михайлівна | Сільський голова, 1961 року народження, освіта                                       | 26.03.2006   | 31.10.2010      |
| Пасічник Галина Михайлівна | Сільський голова, 1961 року народження, освіта вища, Політична партія «Наша Україна» | 31.10.2010   |                 |

Примітка: таблиця складена за даними джерела